# Greedy Williams
Andraez Williams, detto Greedy (Shreveport, 6 dicembre 1997), è un giocatore di football americano statunitense che milita nel ruolo di cornerback per i Philadelphia Eagles della National Football League (NFL).

## Carriera universitaria
Williams al college giocò a football con gli LSU Tigers dal 2016 al 2018. Nell'ultima stagione fu premiato come All-American.

## Carriera professionistica

### Cleveland Browns
Williams fu scelto nel corso del secondo giro (46º assoluto) del Draft NFL 2019 dai Cleveland Browns. Debuttò come professionista partendo come titolare nella gara del primo turno contro i Tennessee Titans mettendo a segno 2 tackle. La sua stagione da rookie si concluse con 47 tackle e 2 passaggi deviati in 12 presenze, tutte come titolare.

### Philadelphia Eagles
Il 16 marzo 2023 Williams firmó con i Philadelphia Eagles.